# Haussignémont
Haussignémont é uma comuna francesa na região administrativa do Grande Leste, no departamento de Marne. Estende-se por uma área de 2.78 km², e possui 295 habitantes, segundo o censo de 2018, com uma densidade de 110 hab/km².